# Rajd Rzeszowski 1978
5. Rajd Rzeszowski – 5. edycja Rajdu Rzeszowskiego. Był to rajd samochodowy rozgrywany od 8 do 9 kwietnia 1978 roku. Była to pierwsza runda Rajdowych Samochodowych Mistrzostw Polski w roku 1978. Rajd składał się z siedemnastu odcinków specjalnych. Został rozegrany na nawierzchni asfaltowej. Zwycięzcą rajdu został Jerzy Landsberg.

## Wyniki końcowe rajdu[1][2]
| Miejsce | Kierowca             | Pilot                  | Samochód                          | Czas    | Strata | Grupa Klasa |
| ------- | -------------------- | ---------------------- | --------------------------------- | ------- | ------ | ----------- |
| 1       | Jerzy Landsberg      | Janusz Wojtyna         | Opel Kadett GT/E                  | 59:04   | -      | IV          |
| 2       | Tomasz Ciecierzyński | Jacek Różański         | Polski Fiat 125p 1800 Akropolis   | 59:46   | +0:42  | IV          |
| 3       | Błażej Krupa         | Piotr Mystkowski       | Renault 5 Alpine                  | 1:00:26 | +1:22  | II/8        |
| 4       | Wiktor Polak         | Krzysztof Czarnecki    | Renault 12 Gordini                | 1:05:12 | +6:08  | IV          |
| 5       | Ryszard Plucha       | Włodzimierz Abramowicz | Polski Fiat 125p 1500             | 1:07:43 | +8:39  | II/8        |
| 6       | Andrzej Witkowicz    | Marek Rompel           | Fiat 128 Sport Coupé              | 1:07:52 | +8:48  | I/7         |
| 7       | Józef Ważny          | Kazimierz Brzozowski   | Polski Fiat 125p 1600 Monte Carlo | 1:08:38 | +9:34  | IV          |
| 8       | Jerzy Kobyliński     | Marcin Osiowski        | Polski Fiat 125p 1500             | 1:08:53 | +9:49  | I/8         |
| 9       | Jerzy Bachtin        | Zbigniew Dziadura      | Fiat 128 Rally                    | 1:08:56 | +9:52  | I/7         |
| 10      | Milan Facek          | Milan Hájek            | Fiat 127                          | 1:09:02 | +9:58  | II/7        |
| 11      | Bogdan Drągowski     | Andrzej Wysocki        | Polski Fiat 125p 1500             | 1:09:33 | +10:29 | I/8         |

1. ↑  Nieliczony w klasyfikacji RSMP